# 南山寺 (柳林)
南山寺 (柳林县)，位于山西省吕梁市柳林县孟门镇，是中华人民共和国山西省文物保护单位之一。
2004年6月10日，授予山西省文物保护单位，是一座古建筑。